# 派爾努-亞古皮

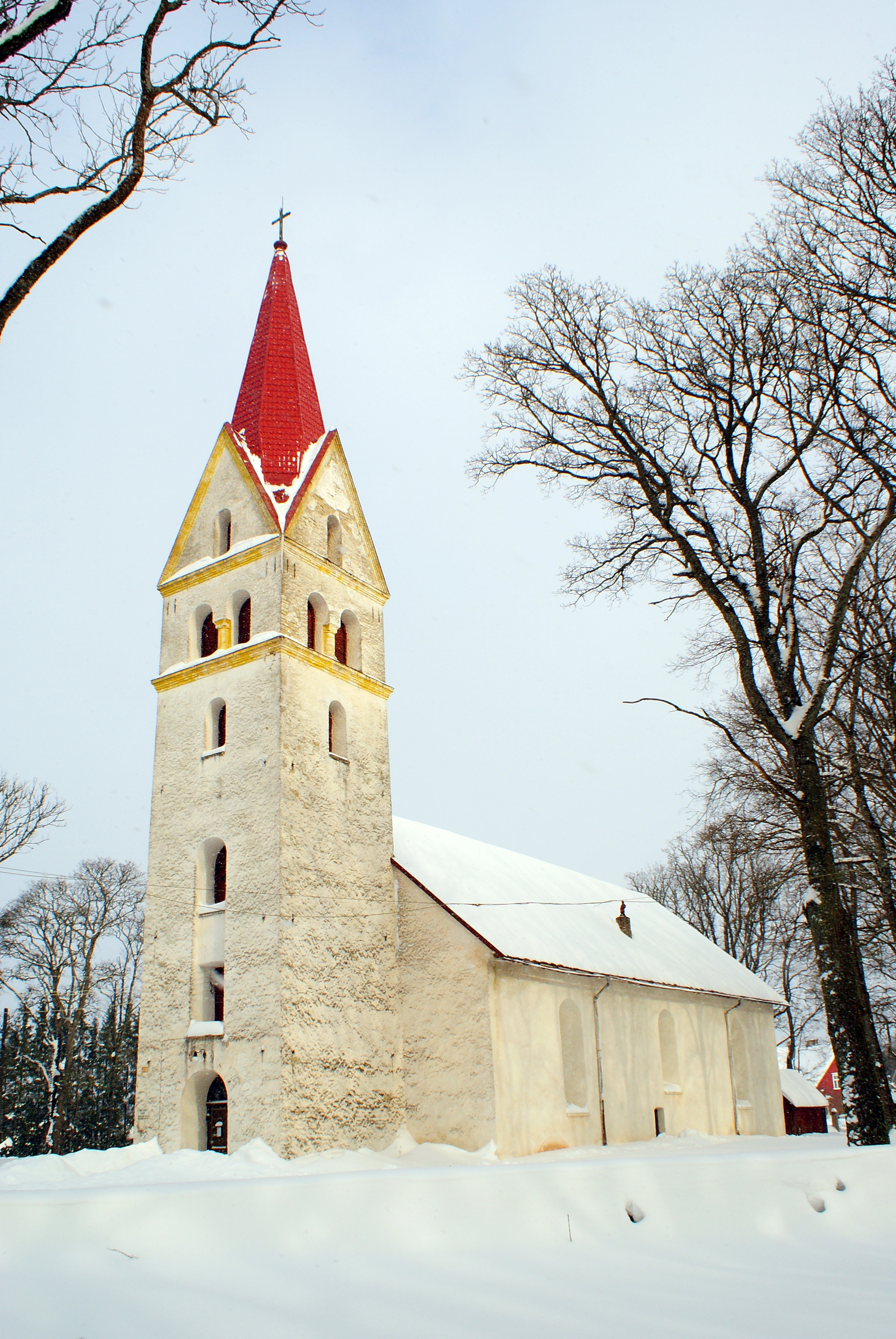
派爾努-亞古皮教堂

派爾努-亞古皮，是愛沙尼亞派爾努縣北派尔努马市镇内的集鎮，位於該國西南部，曾是原哈林加市镇的行政中心，處於首都塔林以南90公里，海拔高度31米，2010年該集鎮人口1,341。
58°36′32.57″N 24°30′18.1″E / 58.6090472°N 24.505028°E